# 季芷
季芷（生年不詳—卒年不詳），字蘭如、蘭儒，號介菴，江南省常州府武進縣（今屬常州市）人。清朝政治人物。
順治四年（1647年）丁亥科第三甲第二十六名同進士出身。授福建福州府推官，以清廉勤政奉職。當時山賊蠢動，朝廷數次徵調季芷為監軍，自侯官縣永福翻山越嶺，勦撫數十萬賊眾，脅迫其解散。剖析疑獄、懲治誣告。例兼縣篆，公事案件絕不擱置不理。遷刑部江西清吏司主事。康熙八年（1669年）因事貶官直隸任縣知縣，為政崇尚簡易，廢黜煩苛催科無擾，斷案得情理。十二年（1673年）完成修纂《任縣志》。

## 著作
修纂《任縣志》十二卷